# Sac de gemecs

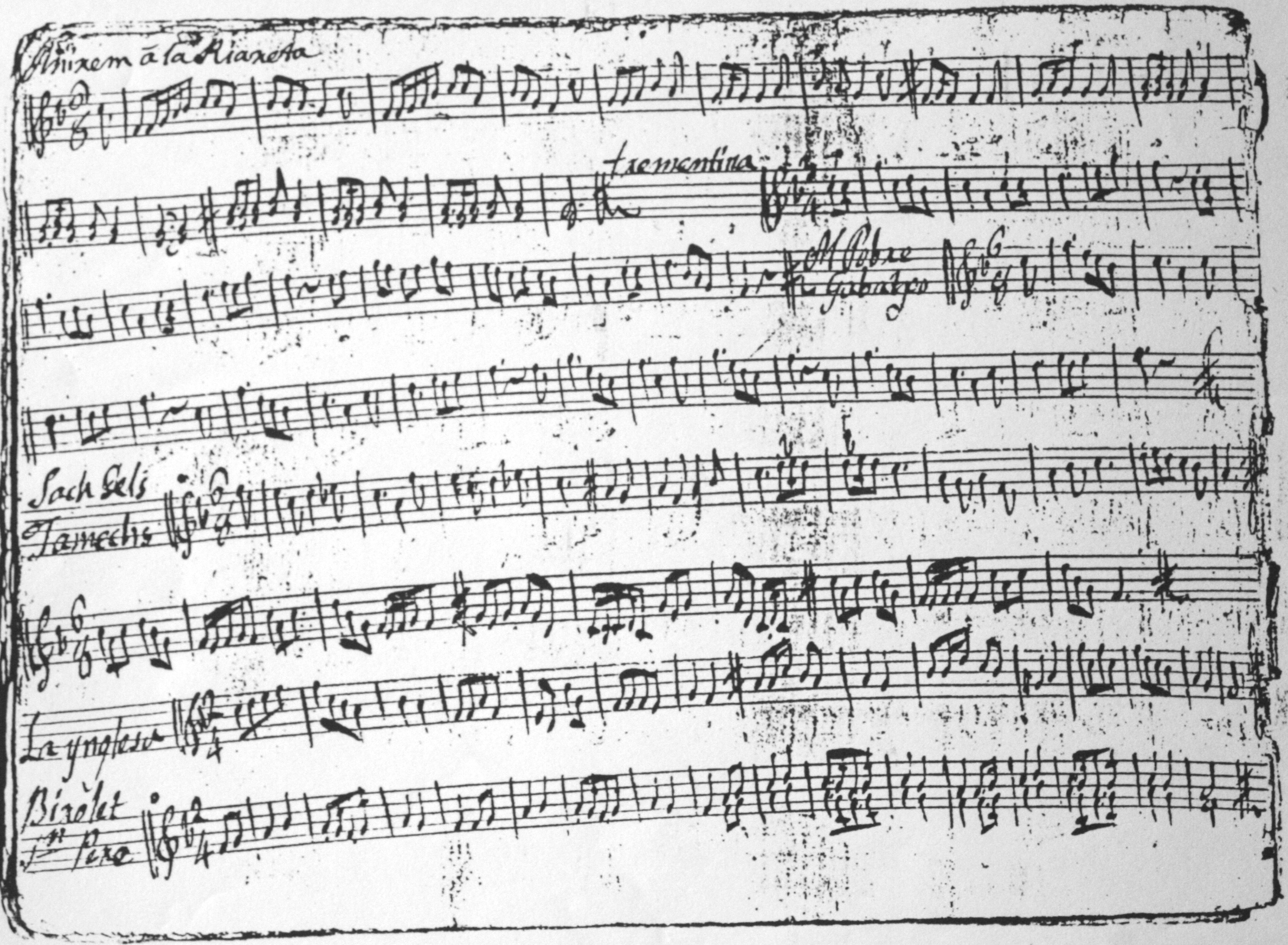
Música tradicional folclórica catalana y melodía para sac de gemecs proveniente de un manuscrito de 1822.

El sac de gemecs (literalmente, "bolsa de gemidos") es un tipo de gaita típica del levante español.
El instrumento consta de un puntero, un tubo para insuflar el aire (portaviento o soplete), y tres bordones. El bordón más grave (bordó llarg) toca una nota dos octavas por debajo de la tónica del puntero. El bordón mediano (bordó mitjà) toca una quinta por encima del bordón grave. El bordón agudo o chión (bordó petit) toca octava por debajo del puntero, por lo tanto una octava por encima del ronco o bordón grave.

## Folclore
El instrumento figura en la leyenda andorrana de El buner d'Ordino, en el que un gaitero de la parroquia de Ordino, de camino a un festival en Canillo, es perseguido y acorralado por los lobos, pero les asusta tocando su buna (gaita).